# Alfred Lyttelton
Alfred Lyttelton (Londra, 7 febbraio 1857 – 4 luglio 1913) è stato un politico, calciatore e crickettista inglese, di ruolo difensore.

## Biografia

### Carriera politica
Membro del Partito Liberale Unionista, alle elezioni generali del 1895 fu eletto deputato alla Camera dei comuni per il collegio di Warwick and Leamington, seggio che mantenne fino alle elezioni del 1906, quando si candidò e venne eletto, invece, nel collegio di St George Hanover Square.
Dal 1903 al 1905 fu Segretario di Stato per le Colonie nel Governo Unionista guidato da Arthur James Balfour.
Nel 1912 seguì la confluenza del proprio partito, entrando nel Partito Conservatore.

### Carriera calcistica

#### Nazionale
Ha collezionato una presenza con la propria Nazionale.

#### Statistiche

##### Cronologia presenze e reti in Nazionale
| Cronologia completa delle presenze e delle reti in nazionale ― Inghilterra | Cronologia completa delle presenze e delle reti in nazionale ― Inghilterra | Cronologia completa delle presenze e delle reti in nazionale ― Inghilterra | Cronologia completa delle presenze e delle reti in nazionale ― Inghilterra | Cronologia completa delle presenze e delle reti in nazionale ― Inghilterra | Cronologia completa delle presenze e delle reti in nazionale ― Inghilterra | Cronologia completa delle presenze e delle reti in nazionale ― Inghilterra | Cronologia completa delle presenze e delle reti in nazionale ― Inghilterra |
| Data                                                                       | Città                                                                      | In casa                                                                    | Risultato                                                                  | Ospiti                                                                     | Competizione                                                               | Reti                                                                       | Note                                                                       |
| -------------------------------------------------------------------------- | -------------------------------------------------------------------------- | -------------------------------------------------------------------------- | -------------------------------------------------------------------------- | -------------------------------------------------------------------------- | -------------------------------------------------------------------------- | -------------------------------------------------------------------------- | -------------------------------------------------------------------------- |
| 3-3-1877                                                                   | Londra                                                                     | Inghilterra                                                                | 1 – 3                                                                      | Scozia                                                                     | Amichevole                                                                 | 1                                                                          |                                                                            |
| Totale                                                                     |                                                                            | Presenze                                                                   | 1                                                                          |                                                                            | Reti                                                                       | 1                                                                          |                                                                            |

## Ascendenza
|                                         |                                   |                                       | Genitori                          |  |  | Nonni |  |  | Bisnonni                              |  |  | Trisnonni                          |  |
|                                         |                                   |                                       |                                   |  |  |       |  |  | William Lyttelton, I barone Lyttelton |  |  | sir Thomas Lyttelton, IV baronetto |  |
|                                         |                                   |                                       |                                   |  |  |       |  |  | William Lyttelton, I barone Lyttelton |  |  | sir Thomas Lyttelton, IV baronetto |  |
|                                         |                                   | Christian Temple                      |                                   |  |  |       |  |  | William Lyttelton, I barone Lyttelton |  |  |                                    |  |
| William Lyttelton, III barone Lyttelton |                                   |                                       |                                   |  |  |       |  |  | William Lyttelton, I barone Lyttelton |  |  |                                    |  |
|                                         |                                   | Caroline Bristow                      | John Bristow                      |  |  |       |  |  |                                       |  |  |                                    |  |
|                                         |                                   | Caroline Bristow                      | John Bristow                      |  |  |       |  |  |                                       |  |  |                                    |  |
|                                         |                                   | Caroline Bristow                      | Anne Judith Foisin                |  |  |       |  |  |                                       |  |  |                                    |  |
| George Lyttelton, IV barone Lyttelton   |                                   | Caroline Bristow                      |                                   |  |  |       |  |  |                                       |  |  |                                    |  |
|                                         |                                   | George Spencer, II conte Spencer      | John Spencer, I conte Spencer     |  |  |       |  |  |                                       |  |  |                                    |  |
|                                         |                                   | George Spencer, II conte Spencer      | John Spencer, I conte Spencer     |  |  |       |  |  |                                       |  |  |                                    |  |
|                                         |                                   | George Spencer, II conte Spencer      | Margaret Poyntz                   |  |  |       |  |  |                                       |  |  |                                    |  |
| lady Sarah Spencer                      |                                   | George Spencer, II conte Spencer      |                                   |  |  |       |  |  |                                       |  |  |                                    |  |
|                                         |                                   | lady Lavinia Bingham                  | Charles Bingham, I conte di Lucan |  |  |       |  |  |                                       |  |  |                                    |  |
|                                         |                                   | lady Lavinia Bingham                  | Charles Bingham, I conte di Lucan |  |  |       |  |  |                                       |  |  |                                    |  |
|                                         |                                   | lady Lavinia Bingham                  | Margaret Smith                    |  |  |       |  |  |                                       |  |  |                                    |  |
| hon. Alfred Lyttelton                   |                                   | lady Lavinia Bingham                  |                                   |  |  |       |  |  |                                       |  |  |                                    |  |
|                                         | sir Stephen Glynne, VII baronetto | sir John Glynne, VI baronetto         |                                   |  |  |       |  |  |                                       |  |  |                                    |  |
|                                         | sir Stephen Glynne, VII baronetto | sir John Glynne, VI baronetto         |                                   |  |  |       |  |  |                                       |  |  |                                    |  |
|                                         | sir Stephen Glynne, VII baronetto | Honora Conway                         |                                   |  |  |       |  |  |                                       |  |  |                                    |  |
| sir Stephen Glynne, VIII baronetto      | sir Stephen Glynne, VII baronetto |                                       |                                   |  |  |       |  |  |                                       |  |  |                                    |  |
|                                         |                                   | Mary Bennett                          | Richard Bennett                   |  |  |       |  |  |                                       |  |  |                                    |  |
|                                         |                                   | Mary Bennett                          | Richard Bennett                   |  |  |       |  |  |                                       |  |  |                                    |  |
|                                         |                                   | Mary Bennett                          | …                                 |  |  |       |  |  |                                       |  |  |                                    |  |
| Mary Glynne                             |                                   | Mary Bennett                          |                                   |  |  |       |  |  |                                       |  |  |                                    |  |
|                                         |                                   | Richard Griffin, II barone Braybrooke | Richard Neville Aldworth Neville  |  |  |       |  |  |                                       |  |  |                                    |  |
|                                         |                                   | Richard Griffin, II barone Braybrooke | Richard Neville Aldworth Neville  |  |  |       |  |  |                                       |  |  |                                    |  |
|                                         |                                   | Richard Griffin, II barone Braybrooke | Magdalen Calendrini               |  |  |       |  |  |                                       |  |  |                                    |  |
| hon. Mary Griffin                       |                                   | Richard Griffin, II barone Braybrooke |                                   |  |  |       |  |  |                                       |  |  |                                    |  |
|                                         |                                   | Catherine Grenville                   | lord George Grenville             |  |  |       |  |  |                                       |  |  |                                    |  |
|                                         |                                   | Catherine Grenville                   | lord George Grenville             |  |  |       |  |  |                                       |  |  |                                    |  |
|                                         |                                   | Catherine Grenville                   | Elizabeth Wyndham                 |  |  |       |  |  |                                       |  |  |                                    |  |
|                                         |                                   | Catherine Grenville                   |                                   |  |  |       |  |  |                                       |  |  |                                    |  |